# Mariapark (Schoorheide)

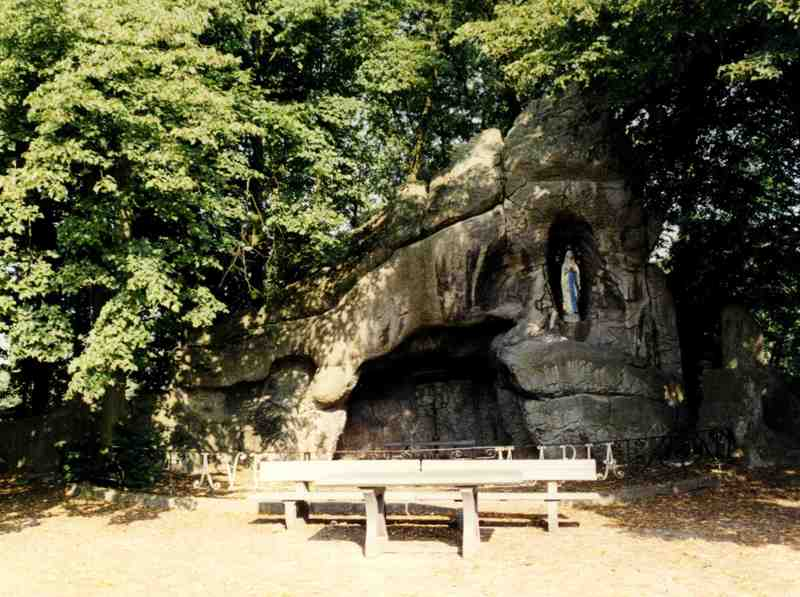
Lourdesgrot

Het Mariapark is voormalig processiepark in de tot de Antwerpse gemeente Balen behorende plaats Schoorheide, gelegen aan de Steenweg Op Leopoldsburg.
In 1941 werd een Lourdesgrot gebouwd. Deze was vervaardigd uit gewapend gietbeton en bevatte een altaarnis en de beelden van Maria en Bernadette. In 1943 werden daar kruiswegstatiekapellen aan toegevoegd. Ook waren er rozenkranskapellen. Tot ongeveer 1955 was het een druk bezocht bedevaartsoord. In de jaren '70 van de 20e eeuw werd er ook een Heilig Hartbeeld van 1939 en afkomstig van de nabijgelegen Onze-Lieve-Vrouw-van-Lourdeskapel geplaatst.
Later werd het Mariapark gesloopt. Er kwam een woonwijk op deze plaats, waartoe de Gaaistraat werd aangelegd.